# عدد لوكاس

دوامة لوكاس، المكون من أرباع أقواس، يعتبر تقريباً جيداً لـ الدوامة الذهبية إذا كانت قيم معاملاتها كبيرة، ولكن بتضاؤل قيم المعاملات ينقص نصف القطر بسرعة من 3 إلى 1 ثم يزداد من 1 إلى 2.

أعداد لوكاس أو متسلسلة لوكاس، هي متتالية أعداد صحيحة سميت على اسم عالم الرياضيات إدوارد لوكاس (1842-1891)، وهو من درس المتسلسلات المرتبطة بعدد فيبوناتشي. تشكّل أعداد لوكاس وأعداد فيبوناتشي حالات تكميلية لمتتالية لوكاس.

## التعريف
على غرار أعداد فيبوناتشي، يعرّف كل عدد من أعداد لوكاس على أنه مجموع الحدين السابقين، وبالتالي تتشكل أعداد تعميمات فيبوناتشي. عددا لوكاس الأولين هما L0 = 2 وL1 = 1. في حين أن أول عددين في سلسلة فيبوناتشي هما F0 = 0 وF1 = 1. الصلة بين عدد لوكاس وعدد فيبوناتشي وثيقة من حيث التعريف، إلا أن لكل منها خصائص متميزة.
وعليه يمكن تعريف أعداد لوكاس كما يلي:
{\displaystyle L_{n}:={\begin{cases}2&{\text{if }}n=0;\\1&{\text{if }}n=1;\\L_{n-1}+L_{n-2}&{\text{if }}n>1.\\\end{cases}}}
متتالية أعداد لوكاس هي:
{\displaystyle 2,\;1,\;3,\;4,\;7,\;11,\;18,\;29,\;47,\;76,\;123,\;\ldots \;}(متسلسلة A000032 في OEIS).

## وصلات خارجية
- Weisstein, Eric W. "Lucas Number". MathWorld.
- Weisstein, Eric W. "Lucas Polynomial". MathWorld.
- د. رون نوت نسخة محفوظة 26 نوفمبر 2005 على موقع واي باك مشين.
- أعداد لوكاس والقسم الذهبي
- يمكن العثور على حاسبة عدد لوكاس هنا. نسخة محفوظة 16 فبراير 2007 على موقع واي باك مشين.
- (متسلسلة A000032 في OEIS) Lucas Numbers in the On-Line Encyclopedia of Integer Sequences.